# Gelali-ye Jadid
Gelali-ye Jadid (în persană گلالي جديد, romanizat și ca Gelālī-ye Jadīd; cunoscut și sub numele de Gelālī-ye Tāzehābād) este un sat din districtul rural Baladarband, în districtul central al Shahrestānului Kermanshah, provincia Kermanshah, Iran. La recensământul din 2006, populația sa era de 43 de locuitori, în 10 familii.